# Biomedicinsk analytiker

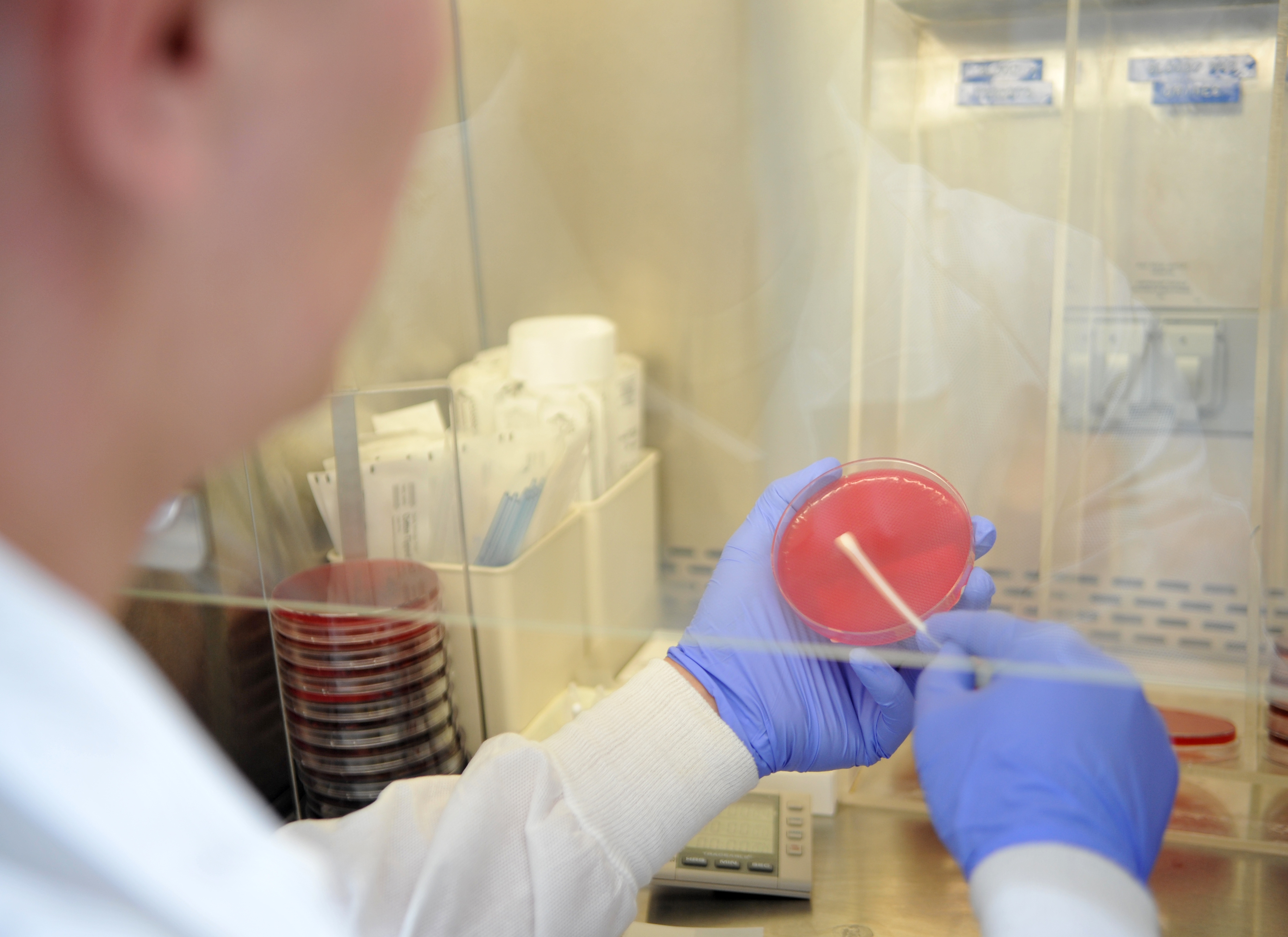
Utstrykning av prov på en agarplatta.

Biomedicinsk analytiker (BMA) är sjukvårdspersonal som utför diagnostiska analyser. Det kan exempelvis vara biokemiska analyser av olika kroppsvätskor så som blod, urin och ledvätska. Det finns också en grupp biomedicinska analytiker som utför och ibland tolkar undersökningar inom klinisk fysiologi, nuklearmedicin och klinisk neurofysiologi. Det är i Sverige en legitimerad yrkeskategori som tjänstgör vid laboratorier och fysiologiska enheter inom laboratorieinriktad forskning, inom laboratoriemedicin och med fysiologiska patientundersökningar. De flesta biomedicinska analytiker finns inom sjukvården både på kliniska laboratorier och inom forskningsenheter. Yrkesgruppen kan vara verksam vid laboratorier inom kemi, mikrobiologi, patologi, immunologi, molekylärbiologi, transfusionsmedicin eller enheter för klinisk fysiologi, klinisk neurofysiologi, nuklearmedicin och ultraljudsdiagnostik.

## Utbildning

### Sverige
Biomedicinsk analytiker blev 1 april 2006 ett legitimerat yrke. Yrkestiteln för biomedicinska analytiker var tidigare laboratorieassistent, men ändrades då utbildningen förlades till högskolan. Utbildningen till biomedicinsk analytiker omfattar 3 år eller 180 högskolepoäng och finns på 11 högskolor och universitet i landet. Utbildningen ges vid Göteborgs universitet, Högskolan i Jönköping, Högskolan Kristianstad, Karlstads universitet (nedlagd 2017), Karolinska Institutet, Linköpings universitet, Linnéuniversitetet, Malmö universitet, Mittuniversitetet , Umeå universitet, Uppsala universitet och Örebro universitet.

### USA
I USA tar en biomedicinsk analytiker normalt en kandidatexamen i klinisk laboratorievetenskap, biomedicin, medicinsk teknik eller också i en biologisk vetenskap (ex. biologi, biokemi, mikrobiologi). I de flesta fyraåriga utbildningarna deltar studenten i klassrumsundervisning i tre år och deltar i klinisk praktik under det sista året av studierna. Denna kombination kallas ibland för 3+1 programmet. Utbildningen finns också som ett 2+2 program och ett 4+1 program.